# Olegue
Olegue ou Oleg (em antigo eslavo oriental:  Ѡлегъ, Ольгъ; em nórdico antigo: Helgi; ; em antigo eslavo eclesiástico:  Ольгъ, transl. Olgem russo:  Оле́г, transl. Oleg; local desconhecido (Escandinávia?), ? - c.912, Kiev) foi um príncipe varegue e parente de Rurique, que reinou na Rússia de Kiev de 882 a 912. Assumiu o cargo de regente de Novogárdia, após a morte de Rurique, dado o filho e sucessor Igor ainda ser menor. Olegue iniciou a expansão para Sul, descendo o rio Dniepre, no comando de forças varegues e eslavas. Conquistou Esmolensco, e depois Kiev, para onde transferiu a capital. Segundo a Crônica de Nestor, após vários ataques ao Império Bizantino, conseguiu em 907 um tratado comercial, completado em 911. Mordido por uma cobra, morreu em 912, na cidade de Kiev, sendo sucedido pelo príncipe Igor.